# Dominika Grodzicka
Dominika Grodzicka (ur. 29 października 1979) – polska pięcioboistka nowoczesna, medalistka mistrzostw Polski, reprezentantka Polski.

## Kariera sportowa
Była zawodniczką Legii Warszawa. W 1996 odniosła pierwszy większy sukces, zdobywając wicemistrzostwo Polski seniorek. W 1997 została mistrzynią świata juniorek w czwórboju nowoczesnym. W 2000 osiągnęła swoje najlepsze wyniki na arenie międzynarodowej. Na mistrzostwach świata juniorów wywalczyła złoty medal w sztafecie, srebrny drużynowo i brązowy indywidualnie, na mistrzostwach Europy juniorów złoty medal w sztafecie i srebrny medal drużynowo.
W 2000 reprezentowała Polskę na mistrzostwach świata seniorek, zajmując 6. miejsce w sztafecie, a także mistrzostwach Europy seniorek, zajmując 5. miejsce w sztafecie i 8. miejsce drużynowo (indywidualnie odpadła w eliminacjach). Na mistrzostwach Europy w 2001 zajęła natomiast 30. miejsce indywidualnie. W 2002 zakończyła karierę zawodniczą.